# Asaf Dajan
Asaf „Asi“ Dajan (hebrejsky אסף „אסי“ דיין‎, ‎23. listopadu 1945, Nahalal – 1. května 2014, Tel Aviv) byl izraelský filmový režisér, herec, scenárista a producent. Jím režírované snímky Halfon Hill Doesn’t Answer (1976) a Život podle Agfy (1992) jsou dle deníku The New York Times považovány za klasiku izraelské kinematografie. Podle týdeníku The Hollywood Reporter byl Dajan považován za jednu z nejikoničtějších kulturních postav v Izraeli.
Jeho otcem byl slavný izraelský generál a státník Moše Dajan, sestrou politička a spisovatelka Ja'el Dajanová.

## Biografie

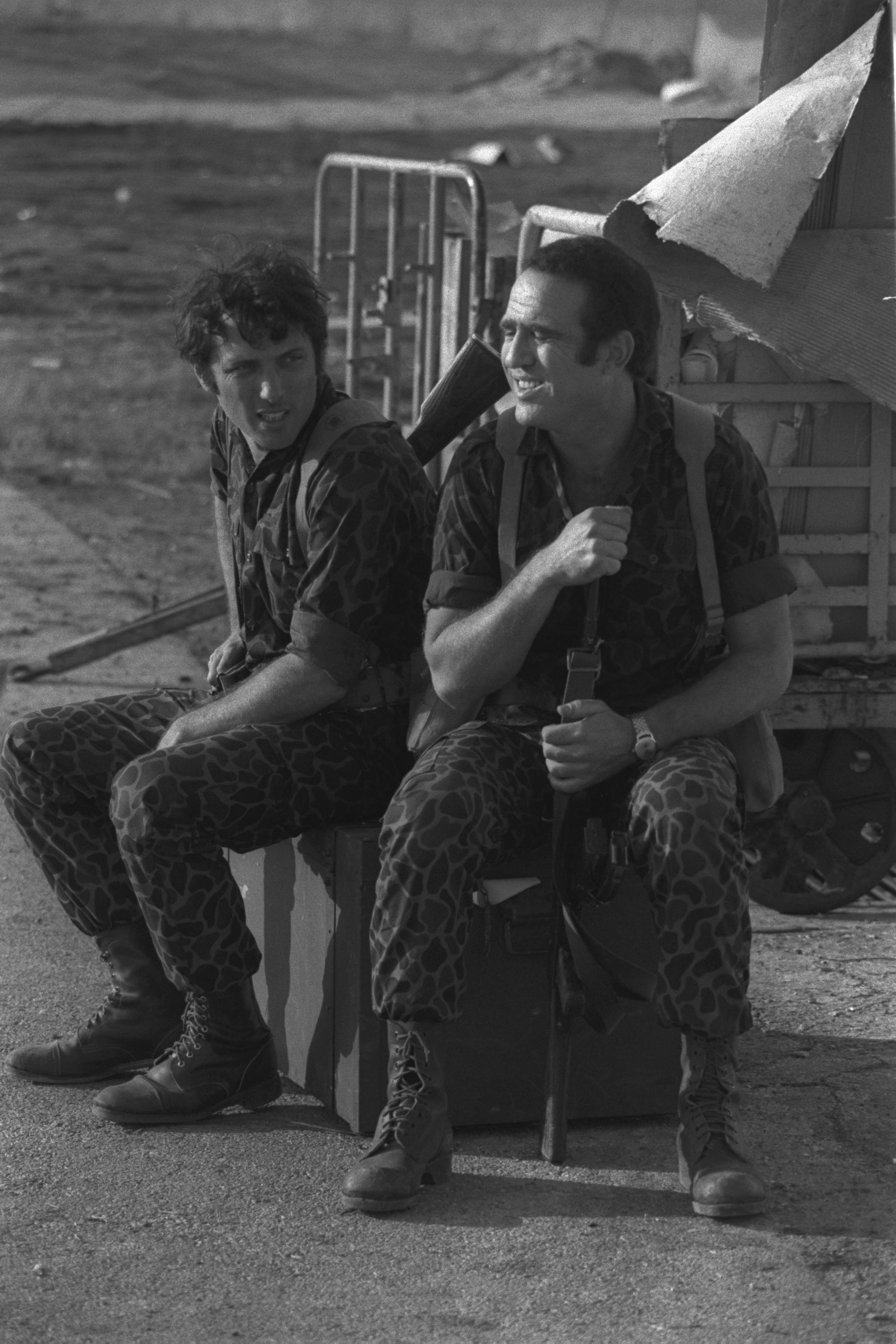
Dajan (vlevo) během natáčení snímku Operation Thunderbolt (1976)

Narodil se v mošavu Nahalal za dob britské mandátní Palestiny jako nejmladší ze tří dětí Moše Dajana a Rut rozené Schwartzové. Zatímco jeho otec byl izraelským vojevůdcem, generálem a nakonec ministrem obrany, matka byla mírovou aktivistkou. Měl sestru Ja'el (* 1939), političku a spisovatelku, a bratra Ehuda (* 1942), sochaře. Po absolvování vojenské služby v izraelské armádě studoval filosofii a anglickou literaturu na Hebrejské univerzitě v Jeruzalémě, načež se dal na hereckou dráhu, jež ho posléze přivedla k režírování.
Coby filmový herec se poprvé prosadil v roce 1967 ve snímku He Walked Through the Fields. V následujících letech hrál mimo jiné ve filmech Scouting Patrol, A Walk with Love and Death, Into the Night, Beyond the Walls či Operation Thunderbolt o operaci Entebbe, kde ztvárnil zástupce velitele Jonatana Netanjahua, jenž patří mezi nejúspěšnější izraelské filmy 70. let 20. století. Za svůj život hrál v 50 filmech a 16 snímků režíroval. Mezi nejvěhlasnější filmy, které režíroval, patří Halfon Hill Doesn’t Answer (1976) a Život podle Agfy (1992), které jsou dle deníku The New York Times považovány za klasiku izraelské kinematografie.
Jak sám přiznal, třikrát se pokusil o sebevraždu. Měl taktéž problémy s užíváním drog. V roce 2004 byl usvědčen z držení kokainu, za což mu byl vyměřen osmiměsíční podmíněný trest a 200 hodin veřejně prospěšných prací. V roce 2009 byl telavivským soudem uznán vinným z napadení přítelkyně, které hrozil zabitím, za což se jí musel omluvit.
Byl celkem čtyřikrát ženatý a měl čtyři děti: Amalii, Avnera, Lior a Asju.
V roce 2009 utrpěl masivní infarkt myokardu, načež se podrobil angioplastice v telavivské nemocnici Ichilov. V roce 2014 zemřel ve věku 68 let ve svém domě v Tel Avivu. Jeho rodina vyhověla žádosti Národního transplantačního centra na využití Dajanových rohovek. Pohřben byl v mošavu Nahalal po boku svého otce.

## Ocenění
V roce 1998 mu byla na Jeruzalémském filmovém festivalu udělena cena za celoživotní dílo. Roku 2005 byl v internetové soutěži 200 největších Izraelců deníku Ynet zvolen 129. největším Izraelcem všech dob. Za jeho herecké výkony a režisérské počiny mu bylo uděleno 8 Ofirových cen, přezdívaných izraelští Oscaři.